# 5470 Kurtlindstrom
5470 Kurtlindstrom este un asteroid din centura principală de asteroizi.

## Descriere
5470 Kurtlindstrom este un asteroid din centura principală de asteroizi. A fost descoperit pe 28 ianuarie 1988 la Siding Spring de Robert H. McNaught. Asteroidul prezintă o orbită caracterizată de o semiaxă mare de 3,20 ua, o excentricitate de 0,15 și o înclinație de 18,3° în raport cu ecliptica.